# 1026
| [ Edytuj tabelę ]              |                                                        |
| Król Polski                    | - 1025 Mieszko II Lambert 1031                         |
| Król Angkoru                   | - 1010 Surjawarman I 1048                              |
| Król Anglii                    | - 1014 Knut Wielki 1035                                |
| Hrabia Aragonii i król Nawarry | - 1000 Sancho III Wielki 1035                          |
| Hrabia Barcelony               | - 1017 Berengar Rajmund I 1035                         |
| Książę Bawarii                 | - 1005 Henryk V 1026 - 1026 Henryk VI 1041             |
| Książę Burgundii               | - 1016 Henryk I 1032                                   |
| Cesarz Bizancjum               | - 1025 Konstantyn VIII 1028                            |
| Cesarz Chin                    | - 1022 Song Renzong 1063                               |
| Książę Czech                   | - 1012 Oldrzych 1033                                   |
| Król Danii                     | - 1018 Knut Wielki 1035                                |
| Władca Egiptu                  | - 1021 Az-Zahir 1036                                   |
| Król Francji                   | - 996 Robert II Pobożny 1031                           |
| Król Gruzji                    | - 1014 Jerzy I 1027                                    |
| Hrabia Holandii                | - 993 Dirk III 1039                                    |
| Cesarz Japonii                 | - 1016 Go-Ichijō 1036                                  |
| Kalif                          | - 991 Al-Kadir 1031                                    |
| Hrabia Kastylii                | - 1017 Garcia II Sanchez 1029                          |
| Król Kastylii                  | - 1000 Sancho III 1035                                 |
| Wielki książę Kijowa           | - 1019 Jarosław Mądry 1054                             |
| Patriarcha Konstantynopola     | - 1025 Aleksy I Studyta 1043                           |
| Władca Korei                   | - 1009 Hyŏnjong 1031                                   |
| Król Leónu                     | - 999 Alfons V 1028                                    |
| Król Norwegii                  | - 1016 Olaf II Haraldsson 1028                         |
| Hrabia Palatynatu              | - 994 Ezzon 1034                                       |
| Papież                         | - 1024 Jan XIX 1032                                    |
| Hrabia Portugalii              | - 1017 Nuno I i Ilduara Mendes 1028                    |
| Książę Saksonii                | - 1011 Bernard II 1059                                 |
| Król Szkocji                   | - 1005 Malcolm II 1034                                 |
| Król Szwecji                   | - 1022 Anund Jakub 1050                                |
| Doża Wenecji                   | - 1009 Otton Orseolo 1026 - 1026 Pietro Barbolano 1032 |
| Król Węgier                    | - 1000 Stefan I Święty 1038                            |

Rok 1026 / MXXVI
stulecia: X wiek ~
XI wiek ~
XII wiek

lata: 1016 «
1021 «
1022 «
1023 «
1024 «
1025 «
1026
» 1027
» 1028
» 1029
» 1030
» 1031
» 1036

## Wydarzenia w Polsce
- Mieszko II wysłał swojego syna księcia Kazimierza Odnowiciela na naukę do klasztoru.

## Wydarzenia na świecie
- Król Niemiec Konrad II wyprawił się do Italii.

## Zmarli
- 27 lutego - Henryk V Bawarski, książę Bawarii i hrabia Luksemburga (ur. ok. 960)